# Stazione di Yanaiminato
La stazione di Yanaiminato (柳井港?, Yanaiminato-eki) è una fermata ferroviaria situata nella città di Yanai, nella prefettura di Yamaguchi in Giappone. Si trova lungo la linea principale Sanyō della JR West.

## Linee e servizi
JR West
■ Linea principale Sanyō

## Caratteristiche
La fermata è dotata di due marciapiedi laterali con due binari in superficie collegati da sovrappassaggio.
| 1 | ■ Linea principale Sanyō | per Yanai e Tokuyama    |
| 3 | ■ Linea principale Sanyō | per Iwakuni e Hiroshima |

## Stazioni adiacenti
| «                      | Servizio               | »                      |
| Linea principale Sanyō | Linea principale Sanyō | Linea principale Sanyō |
| ---------------------- | ---------------------- | ---------------------- |
| Ōbatake                | Locale                 | Yanai                  |